# Mauricio Flores Ríos
Mauricio Flores Ríos (ur. 10 września 1990 w Valparaíso) – chilijski szachista, arcymistrz od 2009 roku.

## Kariera szachowa
Wielokrotnie reprezentował Chile w mistrzostwach państw panamerykańskich juniorów w różnych kategoriach wiekowych, zdobywając m.in. srebrny (2004, w kategorii do 14 lat, za Emilio Cordovą) oraz dwa złote medale (2006 – do 16 lat, 2008 – do 18 lat). Był również uczestnikiem mistrzostwach świata juniorów, w latach 2005 i 2006 (do 16 lat).
W 2006 r. zwyciężył w kołowym turnieju w Buenos Aires, podzielił II m. (za Salvadorem Alonso, wspólnie z m.in. Leonardo Duarte) w Santiago oraz zadebiutował w narodowej drużynie na szachowej olimpiadzie w Turynie. W 2007 r. zwyciężył (wspólnie z Johanem Hellstenem) w kolejnym turnieju, rozegranym w Santiago de Chile, wypełniając pierwszą normę arcymistrzowską, w 2008 r. podzielił I m. (wspólnie z Diego Valergą) w memoriale Roberta Fischera w Vicente Lopez oraz zdobył tytuł indywidualnego mistrza Chile (za rok 2007), natomiast w 2009 r. zajął VI m. (za Aleksandrem Szabałowem, Fidelem Corralesem Jimenezem, Gilberto Milosem, Diego Floresem i Julio Grandą Zunigą) w mistrzostwach kontynentu amerykańskiego w São Paulo, zdobywając drugą normę na tytuł arcymistrza. W tym samym roku został najmłodszym w historii chilijskim szachistą, któremu Międzynarodowa Federacja Szachowa przyznała ten tytuł.
Najwyższy ranking w dotychczasowej karierze osiągnął 1 września 2013 r., z wynikiem 2537 punktów zajmował wówczas 1. miejsce wśród chilijskich szachistów.